# Florence Cushman

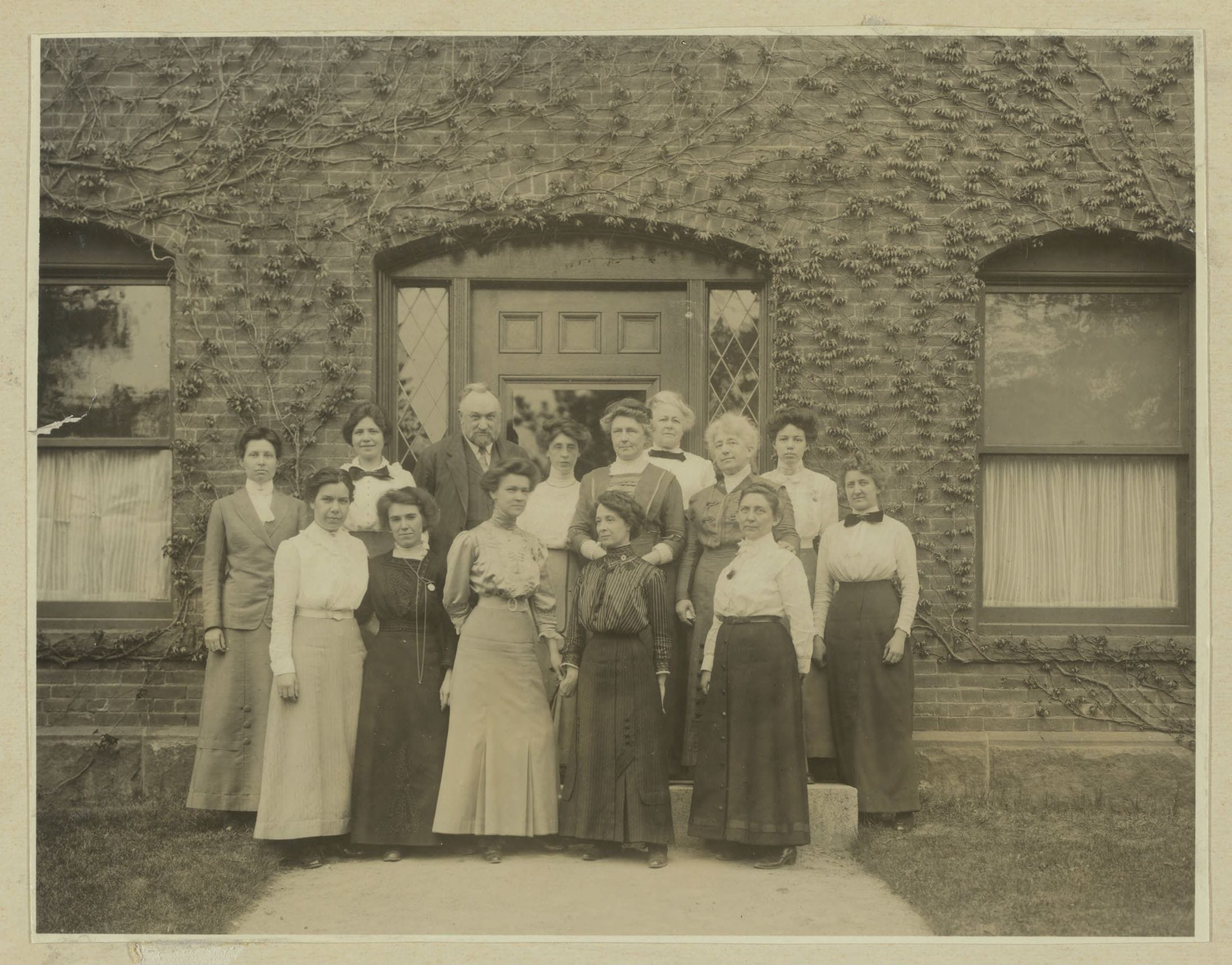
Die „Harvard Computers“ und ihr Chef Edward Charles Pickering am 13. Mai 1913 vor dem Gebäude C des Harvard-College-Observatoriums: hintere Reihe von links nach rechts: Margaret Harwood, Mollie O’Reilly, Edward Charles Pickering, Edith Gill, Annie Jump Cannon, Evelyn Lland, Florence Cushman, Marion Whyte, Grace Brooks; vordere Reihe von links nach rechts: Arville Walker, möglicherweise Johanna Mackie, Alta Carpenter, Mabel Gill, Ida Woods.

Florence Cushman (* 1860 in Boston, Massachusetts; † 1940) war eine US-amerikanische Astronomin. Sie arbeitete am Harvard-College-Observatorium und war Mitwirkende am Henry-Draper-Katalog.

## Leben
Cushman machte 1877 ihren Schulabschluss auf der Charlestown High School. 1888 begann sie als Angestellte von Edward Charles Pickering am Harvard-College-Observatorium zu arbeiten. Cushman war eine der Harvard-Computerinnen, die für Pickering unter der Aufsicht von Williamina Fleming arbeiteten. Als Fleming 1911 verstarb, arbeitete Cushman dann für Annie Jump Cannon, die die Leitung der Harvard Computers übernahm. Bis 1937 war sie eine Astronomin an diesem Observatorium.

## Arbeit
Während ihrer Zeit am Observatorium analysierte, klassifizierte und katalogisierte sie hunderttausende von Sternen. Im späten 19. Jahrhundert ermöglichte die fotografische  Revolution erstmals detaillierte Analysen der Sterne. Um von ausgewählten Sternen (oder Galaxien) auswertbare Optische Spektren zu erhalten, belichteten Fotografen des Observatoriums nachts gläserne Fotoplatten. Während der hellen Tageszeiten analysierten dann Computerinnen wie Cushman die auf diesen Fotoplatten fotografisch gespeicherten Optischen Spektren und katalogisierten die Ergebnisse. Diese Ergebnisse sind z. B. in dem Henry-Draper-Katalog zu finden.